# Dunaferr SE
Dunaferr Sportegyesület, a menudo conocido como Dunaferr SE y en sus últimos meses Dunaferr Alexandra por motivos de patrocinio, fue un equipo de balonmano de la ciudad de Dunaújváros, Hungría. Es uno de los once equipos que consiguieron ganar la Liga de Hungría, ganándola en el año 2000.

## Palmarés
- Liga de Hungría:
  - Campeón (1): 2000
  - Subcampeón (4): 1997, 1998, 1999 y 2001
  - Tercero (8): 2002, 2003, 2004, 2005, 2006, 2006, 2007 y 2008
- Copa de Hungría:
  - Campeón (1) : 2001
- Recopa de Europa:
  - Finalista (1): 2000
- Supercopa de Europa
  - Terceros (1): 2000

## Jugadores célebres
- László Marosi
- Miklós Rosta
- Gyula Gál
- Tamás Mocsai
- Gábor Császár
- Richard Štochl
- Marko Vujin
- Igor Kos

## Año en Champions League

### EHF Champions League
| Año     | Ronda        | Club            | Ida   | Vuelta | Total |
| ------- | ------------ | --------------- | ----- | ------ | ----- |
| 2000-01 | GM (Group B) | FC Barcelona    | 22–22 | 26–30  | 3º    |
| 2000-01 | GM (Group B) | Montpellier HB  | 27–25 | 22–30  | 3º    |
| 2000-01 | GM (Group B) | Wybrzeże Gdańsk | 21–17 | 25–21  | 3º    |

- Datos: Q502726